# Brachydiplax yunnanensis
Brachydiplax yunnanensis is een libellensoort uit de familie van de korenbouten (Libellulidae), onderorde echte libellen (Anisoptera).
De wetenschappelijke naam Brachydiplax yunnanensis is voor het eerst geldig gepubliceerd in 1924 door Fraser.